# Agave schidigera
Agave schidigera är en sparrisväxtart som beskrevs av Lem.. Agave schidigera ingår i släktet Agave och familjen sparrisväxter. Inga underarter finns listade i Catalogue of Life.

## Bildgalleri

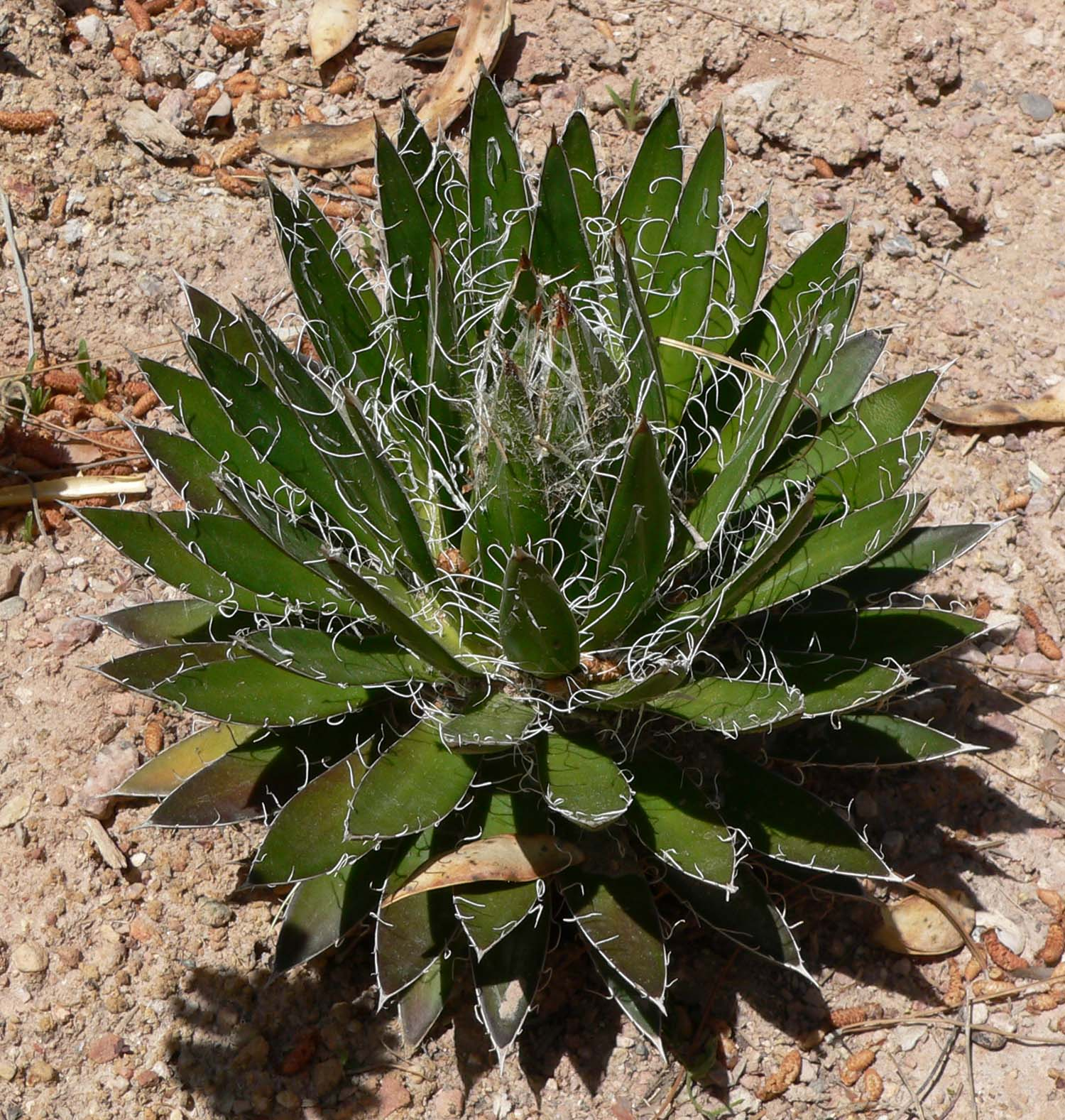
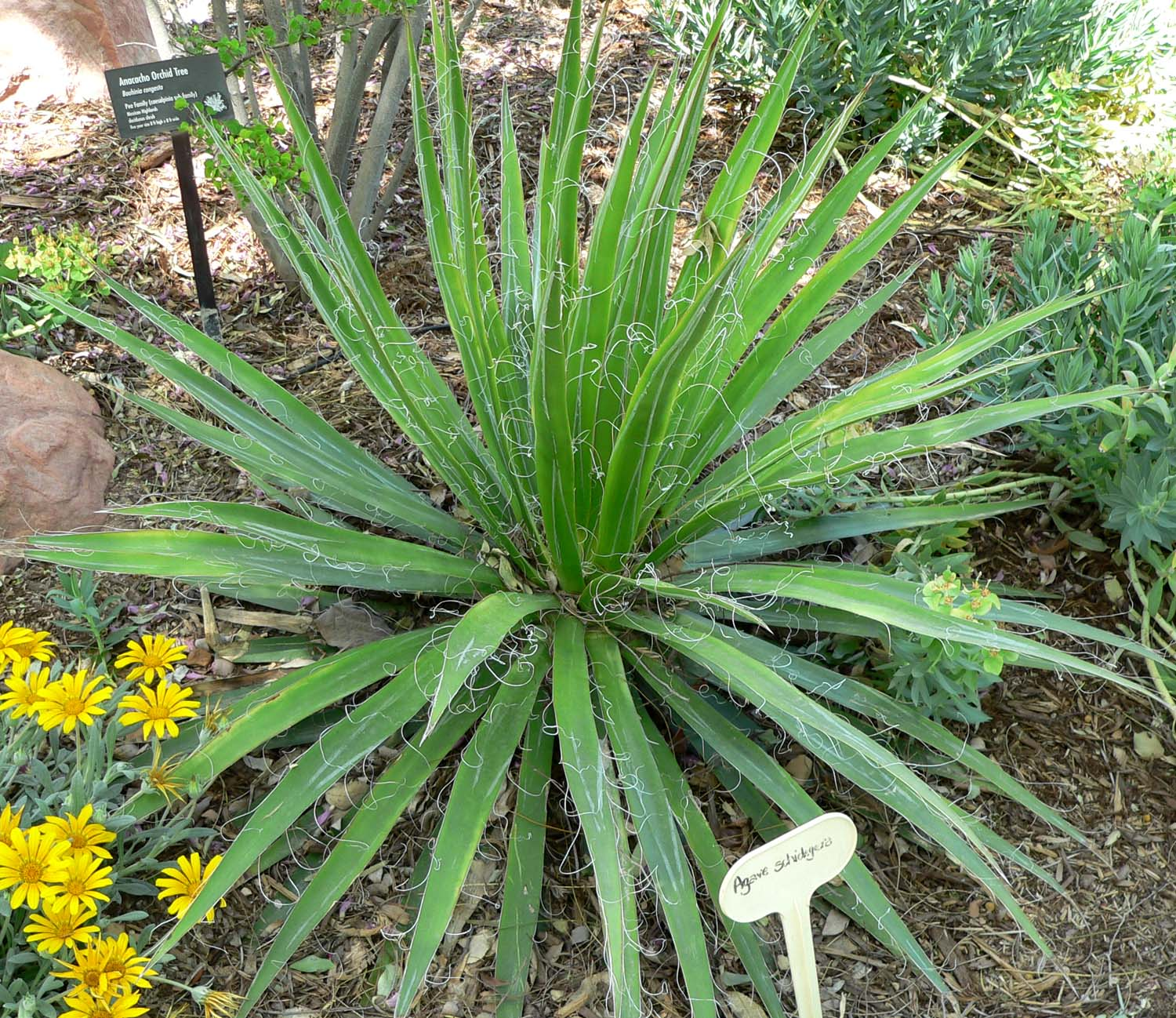
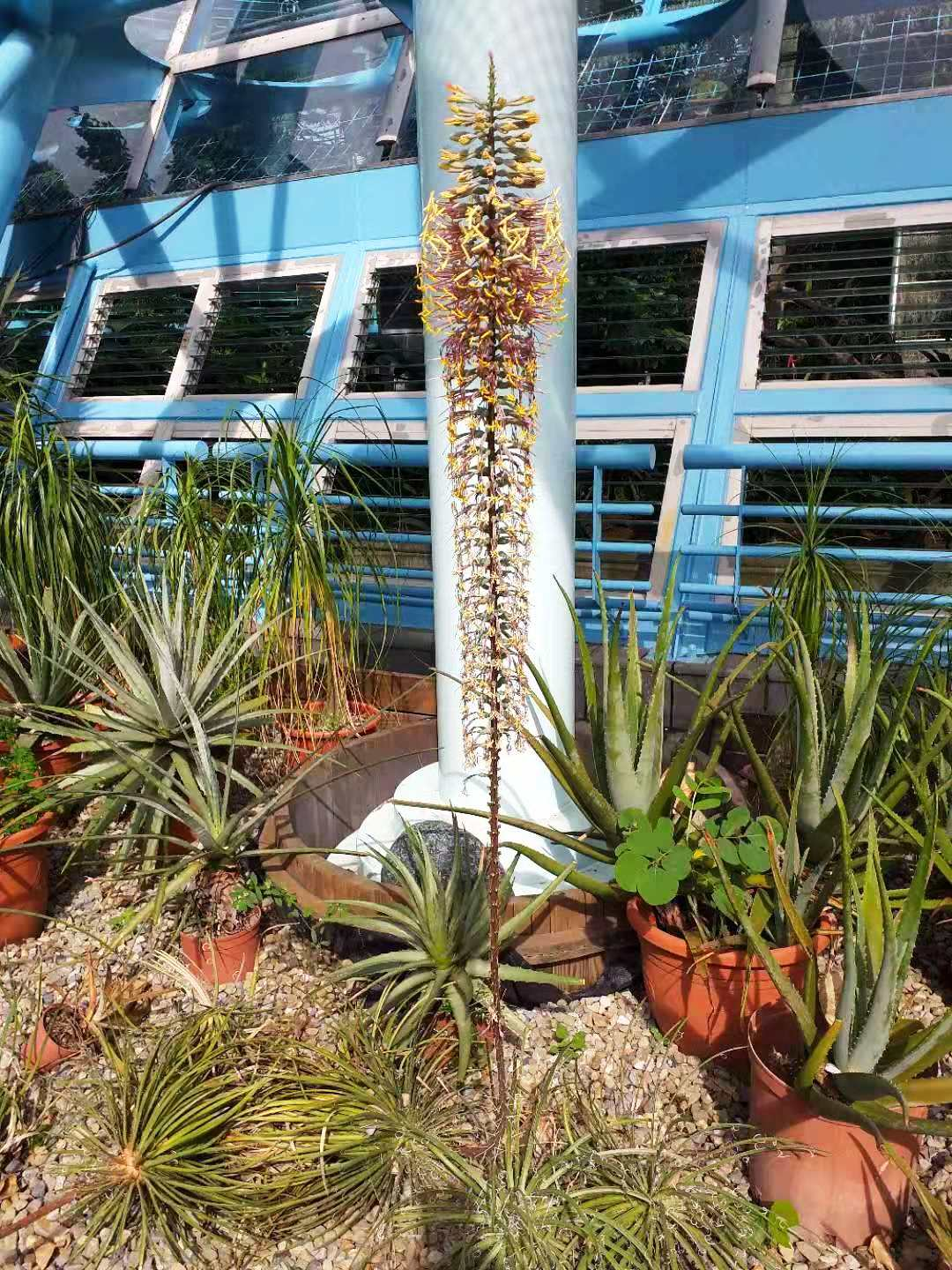